# مولی نیلسون
مولی نیلسون (به انگلیسی: Molly Nilsson) (زاده ۱۴ دسامبر ۱۹۸۴) خواننده سوئدی است.